# Cryptapseudes romanae
Cryptapseudes romanae is een naaldkreeftjessoort uit de familie van de Metapseudidae. De wetenschappelijke naam van de soort is voor het eerst geldig gepubliceerd in 1991 door Gutu.